# Eugnostosbrief
Der Eugnostosbrief ist Teil der als Nag-Hammadi-Schriften bekannten Sammlung gnostischer Texte. Dort ist er zweimal überliefert. Zum einen erscheint er als dritte Schrift des 3. Kodex (NHC III,3; p. 70,1–90,13, Seiten 79/80 fehlen), zum andern als erste Schrift des 5. Kodex (NHC V,1; p. 1–17). In Kodex V ist der Brief zwar vollständig überliefert, der Zustand des Papyrus ist jedoch schlecht (von allen Seiten fehlen einige Zeilen der oberen und unteren Blatthälften). Daher wird Textausgaben und Übersetzungen der Text von Kodex III mit Ergänzung der fehlenden Seiten aus Kodex V zugrunde gelegt.
Der vollständige Titel lautet „Der selige Eugnostos an die Seinigen“. Der genannte Eugnostos ist sonst nicht näher bezeichnet, eventuell handelt es sich um einen geistlichen Namen (Eu, schön + Gnosis, Erkenntnis).

## Inhalt und Einordnung
Der Text hat die Form eines Lehrbriefes. Der erste Abschnitt enthält eine knappe Zurückweisung der Ansichten der hellenistischen Philosophie betreffend Wurzel und Beschaffenheit der Welt. Diesen gegenübergestellt und entwickelt wird eine ausführliche Beschreibung der über vielfältige Abstufungen und Emanationen sich vollziehenden Seinswerdung des Göttlichen, ausgeformt letzten Endes im Männlichen-Weiblichen, dessen einer Teil der Menschensohn und dessen anderer Teil die Sophia (Weisheit) ist.
Die Bedeutung des Textes in seiner Zeit wird nicht nur dadurch belegt, dass der Nag-Hammadi-Korpus zwei Versionen enthält, es gibt zudem eine christliche Überformung des Textes, die als Sophia Jesu Christi sowohl als Teil der Nag-Hammadi-Schriften als auch davon unabhängig als Codex Berolinensis Gnosticus 8502 überliefert ist.

## Ausgaben
- Originaltexte und Übersetzung wurden in der Reihe Nag Hammadi Studies (NHS) publiziert:

Douglas M. Parrott (Hrsg.): Nag Hammadi Codices III, 3-4 and V, 1. Papyrus Berolinensis 8502,3 and Oxyrhynchus Papyrus 1081. Eugnostos and the Sophia of Jesus Christ (= Nag Hammadi Studies. Bd. 27). Brill, Leiden 1991, ISBN 90-04-08366-9.
- Eine englische Übersetzung:

Douglas M. Parrott: Eugnostos the Blessed (III, 3 and V, l) and the Sophia of Jesus Christ (III, 4 and BG 8502, 3). In: James M. Robinson (Hrsg.): The Nag Hammadi Library in English. Harper & Row, New York NY u. a. 1977, ISBN 0-06-066929-2, S. 206–228.
- Eine deutsche Übersetzung erschien in:

Gerd Lüdemann, Martina Janßen: Bibel der Häretiker. Die gnostischen Schriften aus Nag Hammadi. Radius-Verlag, Stuttgart 1997, ISBN 3-87173-128-5, S. 247–255, und in:
Martin Krause, Kurt Rudolph: Die Gnosis. Band 2: Koptische und mandäische Quellen. Artemis-Verlag, Zürich u. a. 1971, S. 32–45.